# Verlosserskerk (Esbjerg)
De Verlosserskerk (Deens: Vor Frelsers Kirke) is een lutherse parochiekerk in Esbjerg, Denemarken.

## Geschiedenis
Toen Esbjerg zich begon te ontwikkelen in de tweede helft van de 19e eeuw, bevond zich het dichtstbijzijnde kerkgebouw meer naar het oosten in Jerne. Voor de bouw van een nieuwe kerk in Esbjerg werd in de jaren 1885-1886 een nationale inzamelingsactie georganiseerd. De kerk werd naar een ontwerp van Axel Møller voltooid in 1887 en was de eerste kerk die voor de snel groeiende stad werd gebouwd. Møller vergrootte de kerk in 1896 nog eens met een noordelijk en zuidelijk dwarsschip.
In de jaren 2000-2001 werden de muren, het metselwerk, de gewelven, vloeren, kerkbanken alsmede de moderne voorzieningen grondig gerenoveerd. Tevens werd er op een nieuwe galerij een geheel nieuw orgel gebouwd.

## Architectuur

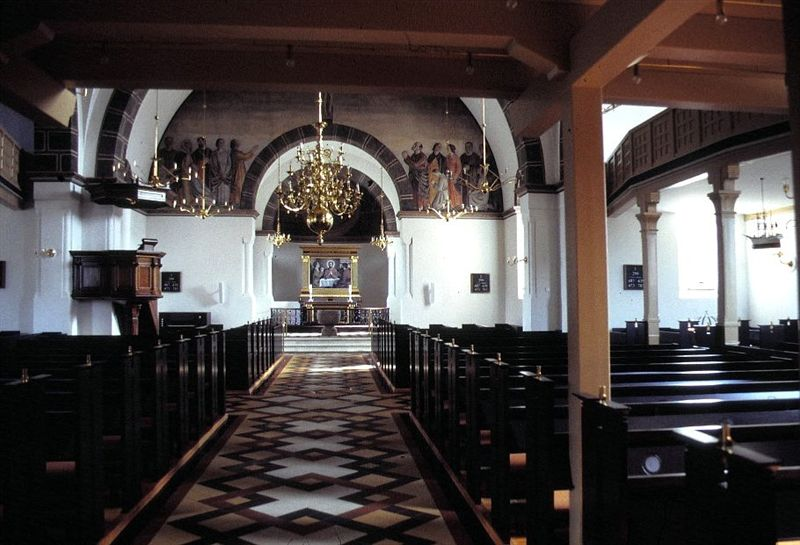
Interieur

Het kerkgebouw is een typisch neoromaans kerkgebouw van rode baksteen afgewisseld met lagen van grijze steen op een granieten sokkel. Oorspronkelijk bestond het uit een kerkschip met op het oosten een koor met apsis en op het westen de ingang door de toren. Het gebouw werd in 1896 vergroot met een noordelijke en zuidelijke transeptarm, waarin galerijen werden ingebracht om de capaciteit nog verder te vergroten. De buitenmuren werden versierd met lisenen, rondboogfriezen en een getande kroonlijst. Het dak is, net als de pyramidevormige spits van de toren, met leisteen gedekt.
Het kerkschip bezit een tongewelf, terwijl de beide transeptarmen graatgewelven bezitten.

## Interieur
Het oorspronkelijke kerkmeubilair uit 1887 en 1896 is nog altijd in gebruik. In de periode 1928-1929 werd de kerk beschilderd door Ole Søndergaard met fresco's. Het gewelf van de apsis is versierd met een afbeelding van het Lam Gods. Aan de noordelijke muur is een schilderwerk van Jezus Die de kinderen zegent, terwijl de zuidelijke muur een muurschildering van de terugkeer van de verloren zoon heeft. Aan de koorboog is de Kruisiging aangebracht met aan beide kanten groepen mensen.
Het altaarschilderij van de Emmaüsgangers is eveneens het werk van Ole Søndergaard. Het doopvont is nog echt romaans en werd gevonden in de tuin van de pastorie in Jerne. De voet van het doopvont is echter een nieuwe toevoeging. De preekstoel stond oorspronkelijk in de zuidoostelijke hoek van het koor, maar verhuisde na de uitbreiding in 1896 naar de noordoostelijke hoek. De enige versiering van de preekstoel is de vergulde duif aan het klankbord, dat werd gemaakt door Erik Heide, en in het kader van de restauratie in 2001 aan de kerk werd geschonken door de architecten en werklieden.
Het votiefschip is een model van de bark Ansgar en werd in 1956 geschonken door de scheepsbouwer Jørgen Borregaard Christensen.

## Orgels
In de kerk bevinden zich twee grote orgels. Het oorspronkelijke kerkorgel dateert uit 1929 en werd gebouwd door Marcussen & Søn uit Aabenraa. Het Marcussen-orgel werd in de jaren 2000-2001 gerestaureerd en is tegenwoordig weer volledig functioneel. Het bezit 34 registers verdeeld over drie manualen en pedaal.
Het nieuwe hoofdorgel op de westelijke galerij werd gebouwd door P.G. Andersen & Bruhn en werd op Paasmaandag 2002 in gebruik genomen. Het heeft 43 registers op 3 manualen en pedaal.